# Sainte-Jalle
Sainte-Jalle is een gemeente in het Franse departement Drôme (regio Auvergne-Rhône-Alpes) en telt 269 inwoners (1999). De plaats maakt deel uit van het arrondissement Nyons.

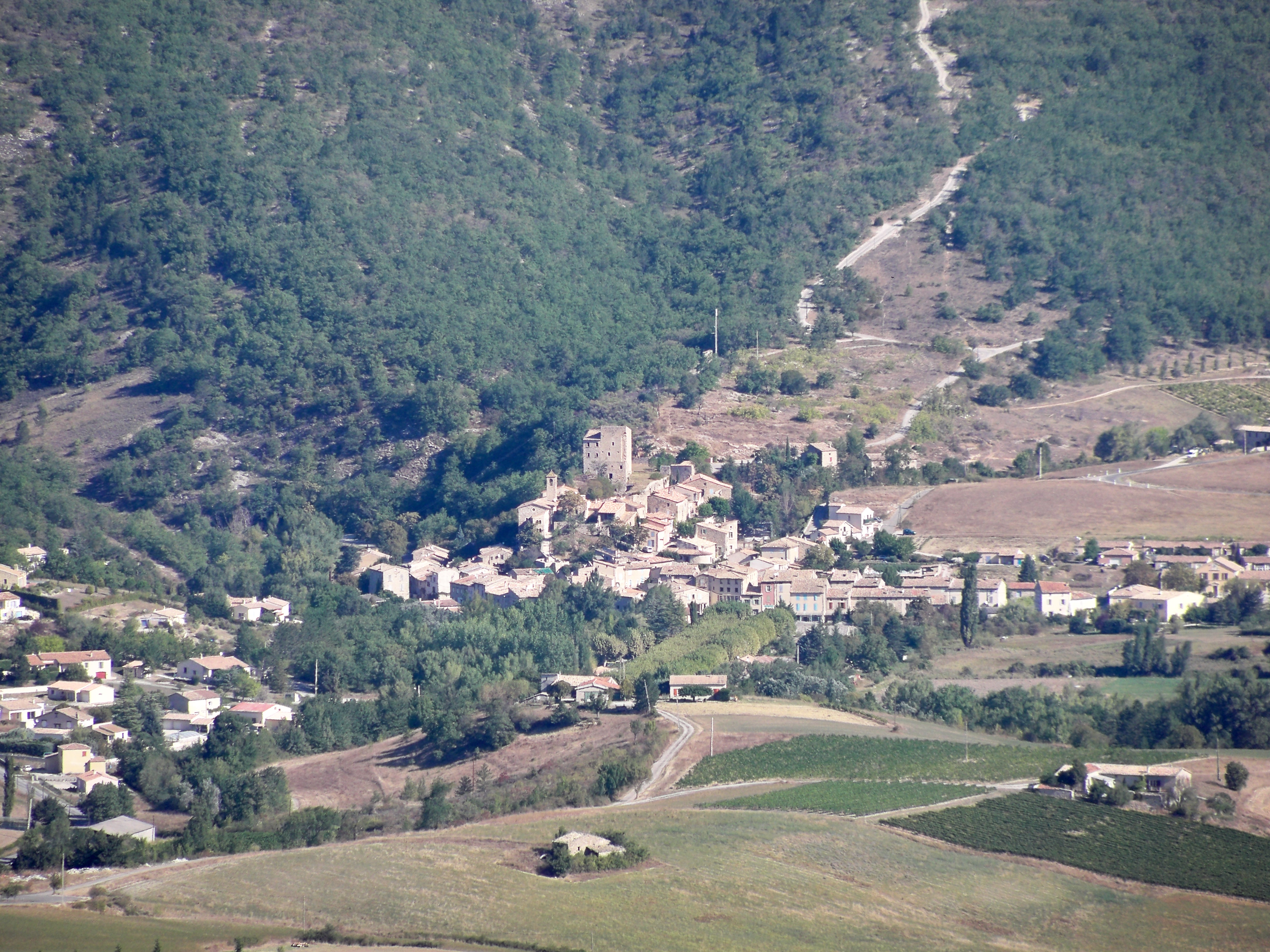
Sainte-Jalle
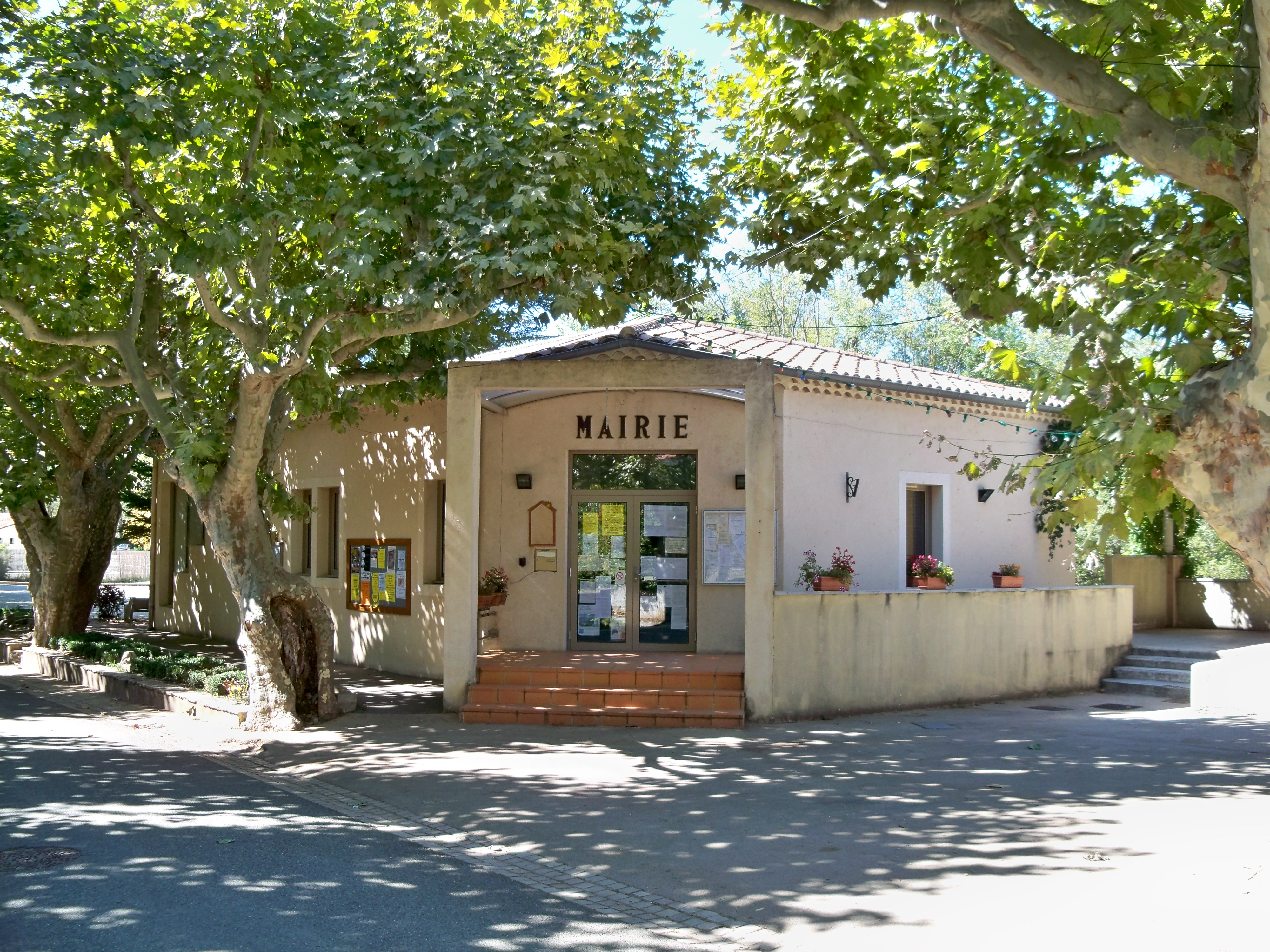
Gemeentehuis

## Geografie
De oppervlakte van Sainte-Jalle bedraagt 18,6 km², de bevolkingsdichtheid is 14,5 inwoners per km².

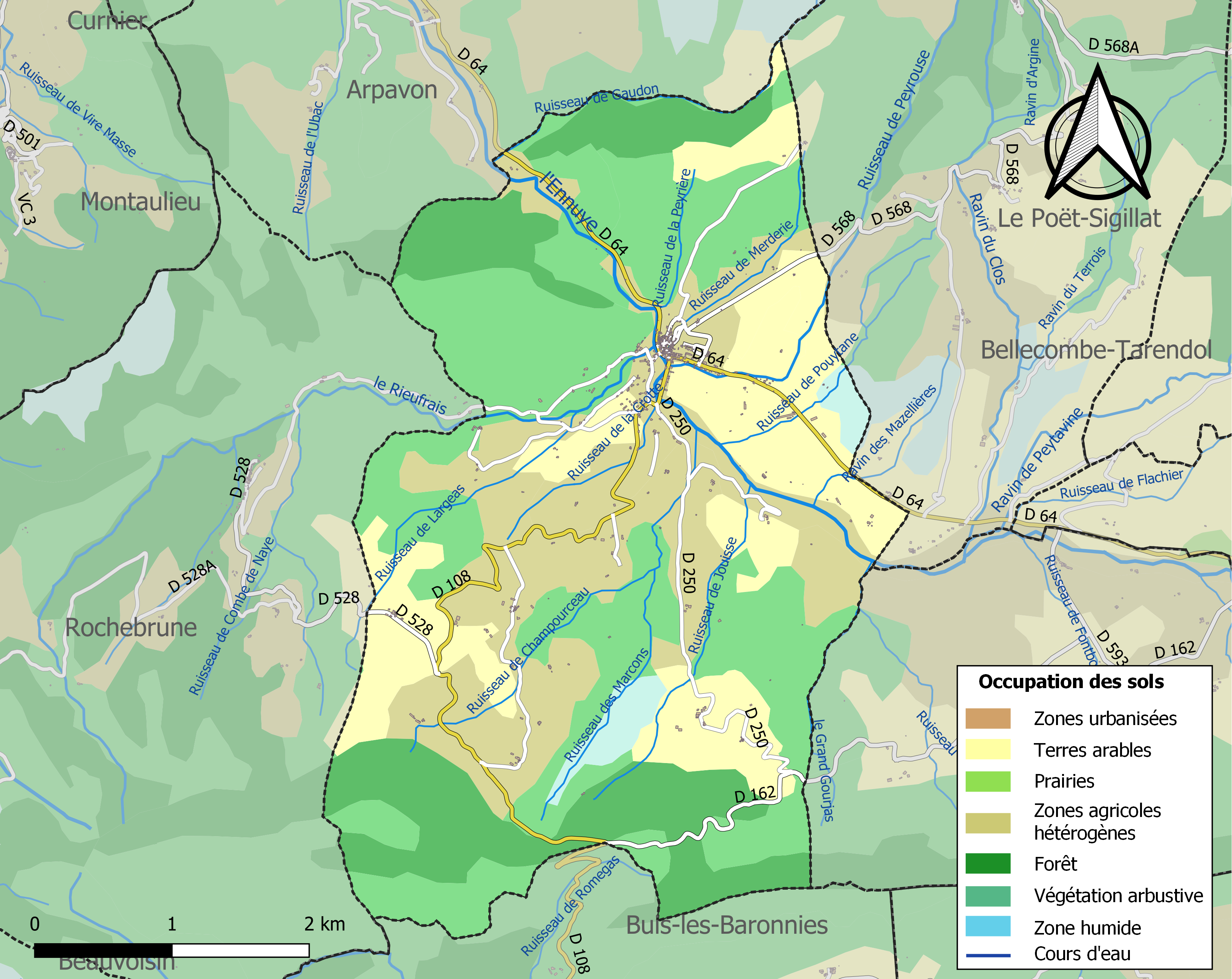
Kaart van de gemeente met belangrijkste infrastructuur, bodemgebruik en omliggende gemeenten

## Demografie
Onderstaande figuur toont het verloop van het inwonertal (bron: INSEE-tellingen).